# Фишер, Теренс
Теренс Фишер (англ. Terence Fisher; 23 февраля 1904, Лондон, Великобритания — 18 июня 1980, Лондон, Великобритания) — британский кинорежиссёр, наиболее известный своими работами для студии Hammer Films.
Теренс Фишер был первым режиссёром который начал снимать готические фильмы ужасов в цвете, так же в его фильмах присутствовало много сексуального подтекста и крови, что на то время было беспрецедентно. Его первым крупным готическим фильмом ужасов стал «Проклятие Франкенштейна» (1957), который положил начало ассоциации студии Hammer с этим жанром и сделал британских актёров Кристофера Ли и Питера Кушинга ведущими звездами ужасов той эпохи. Он снял несколько экранизаций классических сюжетов фильмов ужасов, включая «Дракулу» (1958), «Мумию» (1959) и «Проклятие оборотня» (1961).
Учитывая их тематику и мрачную атмосферу, фильмы Фишера, хотя и имели коммерческий успех, в значительной степени отвергались критиками в течение карьеры режиссёра. Только в последние годы Фишер получил признание как самостоятельный автор. Его самые известные фильмы характеризуются смесью сказочного мифа и сверхъестественного, а также темами сексуальности, морали и «очарованием зла». Опираясь в значительной степени на христианское консервативное мировоззрение, часто герои его фильмов побеждают силы тьмы сочетанием разума и веры в Бога, в отличие от других персонажей, которые либо слепо суеверны, либо связаны холодным, безбожным рационализмом.

## Биография

### Ранние годы
Теренс родился 23 февраля 1904 года в Лондоне, в районе под названием Мейда Вейл. Теренс был единственным ребёнком в семье. Его отец умер, когда мальчику было 4 года. В 16 лет он покинул школу и ушёл в торговый флот, где прослужил 5 лет. Вернувшись из армии, он погрузился в коммерцию. Тогда же начал интересоваться кино. В 28 он устроился на студию Lime Grove Studios в Шепердс Буш качестве «мальчика на побегушках».

### Начало карьеры в кино. Монтажёр
Первую значимую работу в кино Фишер получил в 1936 году, это была должность монтажёра. Сначала он работал в Gainsborough Pictures, а после в Warner Bros., но были работы и для других, более маленьких компаний, например Greenspan & Seligman и British Aviation. Полный список всех фильмов которые монтировал Фишер не известен, много фильмов и связанных с ними записей этого периода, по-видимому утеряны. Один из первых фильмов над которым работал Фишер, был короткометражный фильм по связям с общественностью о безопасности дорожного движения. Для Gainsborough Pictures он занимался монтажом фильма «Роза Тюдоров» (1936). Далее последовали работы над фильмами «Мастер на все руки» (1936) Роберта Стивенсона, «Где есть воля» (1936), «Все танцуют» (1936), «Болтун Моряк» (1936) Уильяма Бодайна и после нескольких лет перерыва работы со студией «Злая леди» (1945).
Для компании Warner Bros. Теренс Фишер занимался монтажом таких фильмов как: «Мистер Сатана» (1938), «Джордж и Маргарет» (1940), «Паром через Атлантику» (1941), «Летящая крепость» (1942), «Питервильский бриллиант» (1943), «Ночь захватчиков» (1943), «Тёмная башня» (1943), «Окно за сто фунтов» (1943) и «Бегство от безумия» (1944).
Для Greenspan & Seligman Фишер работал над фильмом «В ночь пожара» (1939). «Седьмой выживший» (1941) для British National-Shaftesbury. «Завтра мы живём» (1943) и «Свечи в Алжире» (1944) для British Aviation. «Без любви не обойтись» (1944) для Columbia British. И «Мастер Бэнкдама» (1947) для Holbein Films.

### Ранние фильмы. Режиссёр
Первым фильмом Фишера, где он выступил в качестве режиссёра стал «Песня завтрашнего дня» (1948), второй полнометражный фильм студии Highbury Productions. Для этой же студии он снял «Полковника Боги» (1948) и «К общественной опасности» (1948). Далее были всё ещё малобюджетные фильмы, но уже для более крупной студии — Gainsborough Pictures: «Портрет с натуры» (1949) с Маей Сеттерлинг в главной роли; «Выходи за меня» (1949) с Дереком Бондом; «Изумлённое сердце» (1950) с Ноэлом Кауардом.
Фильм «Так долго на ярмарке» (1950) с Дирком Богардом и Джин Симмонс повествует о брате с сестрой, которые из Англии приехали во Францию, что бы посетить Парижскую Всемирную ярмарку в конце XIX века. В один момент брат исчезает и сестра начинает его поиски, в которых ей помогает английский художник, живущий в Париже. В результате сестра обнаруживает, что её брат заразился бубонной чумой. Власти опасаясь возможной паники и дальнейшего закрытия Всемирной ярмарки строят хитроумный план, который предполагает, что брат никогда даже не был в Париже. По слухам, даже Альфред Хичкок выразил восхищение этим фильмом. В 1951 году последовал фильм «Дом опасности» для студии Eros Films.

### Работа со студией Hammer
В 1951 году Терен Фишер получил возможность поставить мистический триллер для тогда ещё небольшой студии Hammer Films, которая только что договорилась с американским владельцем театра Робертом Фиппертом о распространении своих фильмов в США и Великобритании. И первой полнометражной картиной Фишера для Hammer Films стала «Последняя страница» (1952), один из ряда низкобюджетных триллеров, которые студия тогда выпускала, обычно со звездой американского кино, для большего привлечения американской аудитории, в «Последней странице» снимались Джордж Брент и Диана Дорс. Следующим фильмом Фишера для Hammer стал «Крылья опасности» (1952) с американским актёром Закари Скоттом в главной роли. Третьим фильмом Фишера для Hammer стал «Украденное лицо» (1952) с американскими звездами Полом Хенрейдом и Лизабет Скотт. Фильм рассказывает о пластическом хирурге которого отвергла девушка, и теперь при помощи операции он воссоздаёт её лицо у другой девушки, и пытается ухаживать за ней. Семь лет спустя Хичкок снимет «Головокружение» с похожим сюжетом.
Далее последовал фильм «Четырехсторонний треугольник» (1953), здесь Теренс Фишер был не только режиссёром, но так же выступил соавтором сценария. А сам фильм был снял по рассказу Уильяма Ф. Темпла. «Четырехсторонний треугольник» был одним из первых фильмов студии Hammer снятом в популярном в то время жанре научной фантастики. По сюжету два друга детства изобретают машину которая может создавать идентичный дубликат любого предмета или живого существа. В итоге они создают копию девушки, в которую оба влюблены, но в финале этот эксперимент приводит к трагичным последствиям. Подобную тему в будущем более удачно обыграет фильм «Муха» (1958), экранизация одноимённого рассказа Жоржа Ланжелана.
Параллельно работе со студией Hammer Теренс Фишер снимал эпизоды нескольких сериалов для телевидения, с 1953 по 1956 годы он успел снять более десятка эпизодов для таких сериалов как: «Дуглас Фэрбенкс мл. представляет», «Полковник Марч из Скотленд-Ярда», «Назначение иностранного легиона» и «Приключения Робина Гуда».

### Фильмы ужасов Hammer

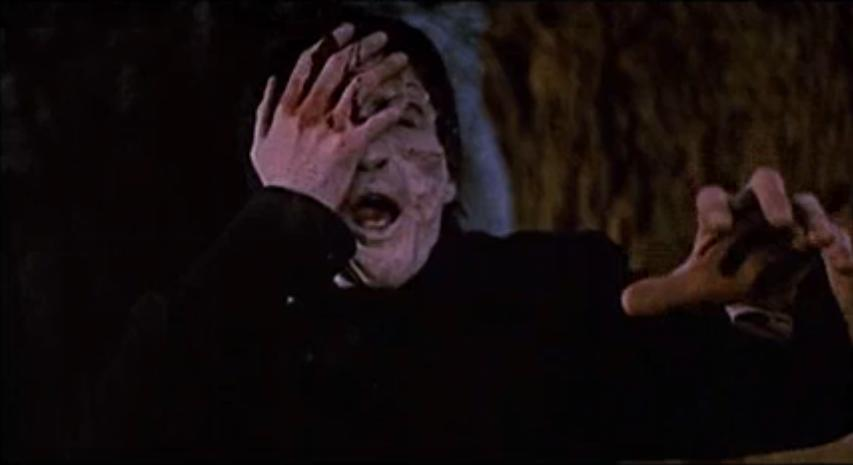
Кристофер Ли в роли Чудовища в фильме «Проклятие Франкенштейна».

Карьера Фишера навсегда изменилась, когда Hammer попросили его поставить «Проклятие Франкенштейна» (1957), их первый цветной фильм ужасов. Фильм ставший «одним из самых успешных фильмов в британской истории и вехой в современном развитии фильмов ужасов», столь же важный фильм для 1950-х годов, как и версия Джеймса Уэйла с Борисом Карлоффом для 1930-х. Студия изначально планировала, что фильм будет снят в цвете, а действие картины будет происходить в девятнадцатом веке. А также весь актёрский состав должен был состоять только из британских актёров, в этот раз избегая своей традиции звать американских знаменитостей. На главную роль сразу был приглашён Питер Кушинг, который уже зарекомендовал себя на британском телевидении как выдающийся шекспировский актёр. А на роль Чудовища был взят Кристофер Ли, который позже вспоминал, что когда он прибыл на кастинг «Проклятия», его просто спросили, хочет ли он эту роль, он ответил «да», и его взяли. Фишеровская интерпретация «Франкенштейна» не похожа ни на какую другую в истории кино, персонаж Доктора Франкенштейна в концепции Фишера заметно отличается от своего прообраза в романе Мэри Шелли. Пол Леггетт в книге «Terence Fisher: Horror, Myth and Religion» говорит: «Франкенштейн Фишера олицетворяет цивилизацию, находящуюся в процессе распада, культуру, свидетельствующую о крахе собственной тотальной системы верований.» Фишер чётко контролировал повествовательную часть фильма, что отражалось в более реалистичном стиле («Проклятие Франкенштейна» является одним из первых фильмов где крупным планом были показаны кровь и увечья), операторской работе и действиях персонажей, в фильме не было акцента на криках персонажей в напряженных моментах фильма и мелодраматичных диалогов, что было свойственно фильмам ужасов того времени.
В том же 1957 году Фишер снимает фильма «Убей меня завтра», сразу за которым он работает над продолжением «Проклятия Франкенштейне». В 1958 году выходит «Месть Франкенштейна», где барон Франкенштейн показан ещё более самовлюблённым и аморальным человеком, его стремление к научным знаниям ещё сильнее отталкивает его от бога. «Погоня Франкенштейна за знаниями на самом деле является атакой на всю моральную и религиозную основу западной культуры» — писал биограф Фишера Пол Леггетт.
Через десять лет после выхода «Проклятия Франкенштейна» Фишер вновь берётся за продолжение истории Барона Франкенштейна и снимает фильм «Франкенштейн создал женщину» (1967). Франкенштейн в исполнении Питера Кушинга показан в фильме как абсолютный богохульник, в одной из сцен он заявляет: «Я победил смерть». В данном фильме Барон более чем когда либо до этого рассматривает других людей как простых пешек для своих экспериментов. «Франкенштейн создал женщину» многими критиками считается лучшим фильмом Теренса Фишера в киносериале о Франкенштейне.

## Стилистика фильмов
Теренс Фишер прославился как режиссёр фильмов ужасов, хотя сам термин «фильм ужасов» режиссёр презирал, ему больше нравилось говорить, что он снимает «сказки для взрослых».
Зло в фильмах Фишера представляется в христианском мировоззрении, в котором оно «утонченно, прекрасно и смертельно». В конечном счете зло сверхъестественно и может быть побеждено христианским символом — крестом. Фильмы Фишера часто изобилуют духовными символами и отсылками. Например первые слова барона Франкенштейна в фильме «Проклятие Франкенштейна»: «сохраняйте свой духовный комфорт для тех, кто думает, что он им нужен», — тем самым обозначая атеизм барона, как причину его саморазрушения. А в фильме «Украденное лицо» режиссёр «затрагивает темы красоты и её отношения ко злу, двойственной идентичности и попытки человека сыграть в Бога». И в следующем же фильме «Четырехсторонний треугольник» поднимается тема «веры в определённый, установленный Богом моральный и духовный порядок», это подчеркивается цитатой из библии в начале фильма: «Есть одно, что я понял: Бог правыми создал людей, но люди нашли много путей ко злу. — Екклесиаст 7:29», а также упоминается на протяжении всего фильма. Так же в фильме поднимается опасная тема «игры в Бога», когда герои клонируют девушку и тем самым создают живое существо, но этот поступок не имеет положительных последствий. «Фильм представляет собой не столько негативный взгляд на науку, сколько предупреждение (повторяемое различными персонажами) о гордости, потенциально присущей стремлению контролировать природный порядок.»
Шерлок Холмс у Фишера определяет свою роль не как детектива, а как того, кто «борется со злом», и множество врачей и учёных, часто цитируют Священное Писание и исповедуют свою веру в Бога. Символизм в фильмах Фишера проявляется в крестах, которые часто появляются из ниоткуда, святой воды, живого ручья, мистического света и даже животных, которые противостоят силам зла.
Фильмы Теренса Фишера не следуют своим мифологическим или литературным источникам буквально. Он разработал свой собственный подход, дополненный почти репертуарной командой актёров и техников, которые в значительной степени опирались на готические источники. Фишер остается одним из немногих режиссёров в истории кино с четким, духовным мировоззрением. Сам же Фишер говорил, что все его готические фильмы — это комментарии к падению человечества, записанные в библейской Книге Бытия.

## Влияние
В последние годы жизни режиссёра, некоторые критики европейских стран, например Англии и Франции называли Теренса Фишера «одним из величайших режиссёров фантастических фильмов в истории.» С 1980-х годов, с выпуском фильмов Фишера на видеокассетах популярность режиссёра начала расти, а его фильмы начали переоцениваться как критиками, так и зрителями. Фильмы снятые для студии Hammer начали показывать в музеях и художественных театрах. Уже после смерти режиссёр получил признание и популярность. Пол Леггетт книге «Terence Fisher: Horror, Myth and Religion» пишет, что «Фишер сделал больше, чем любой другой режиссёр, для установления условностей и стилей современного фильма ужасов.» Джон Маккарти в свой список 50 самых влиятельных современных фильмов ужасов включил не менее девяти фильмов Фишера.

## Фильмография

### Монтажёр
| Год  | Русское название          | Оригинальное название фильма | Режиссёр                       | Примечания                       |
| ---- | ------------------------- | ---------------------------- | ------------------------------ | -------------------------------- |
| 1936 | Все танцуют               | Everybody Dance              | Чарльз Рейснер                 | В титрах указан как T.R. Fisher  |
| 1936 | Роза Тюдоров              | Tudor Rose                   | Роберт Стивенсон               |                                  |
| 1936 | Мастер на все руки        | Jack of All Trades           | Джек Халберт, Роберт Стивенсон | В титрах указан как Terry Fisher |
| 1936 | Где есть воля             | Where There’s a Will         | Уильям Бодайн                  |                                  |
| 1936 | Болтун Моряк              | Windbag the Sailor           | Уильям Бодайн                  |                                  |
| 1938 | Мистер Сатана             | Mr. Satan                    | Артур Б. Вудс                  |                                  |
| 1939 | В ночь пожара             | On the Night of the Fire     | Брайан Десмонд Херст           |                                  |
| 1940 | Джордж и Маргарет         | George and Margaret          | Джордж Кинг                    |                                  |
| 1940 | Это билет                 | That’s the Ticket            | Редд Дэвис                     |                                  |
| 1941 | Паром через Атлантику     | Atlantic Ferry               | Уолтер Форде                   |                                  |
| 1941 | Седьмой выживший          | The Seventh Survivor         | Лесли Стивенсон Хискотт        |                                  |
| 1942 | Летящая крепость          | Flying Fortress              | Уолтер Форде                   |                                  |
| 1943 | Ночь захватчиков          | The Night Invader            | Херберт Мэйсон                 |                                  |
| 1943 | Тёмная башня              | The Dark Tower               | Джон Харлоу                    |                                  |
| 1943 | Питервильский бриллиант   | The Peterville Diamond       | Уолтер Форде                   |                                  |
| 1943 | Завтра мы живём           | Tomorrow We Live             | Джордж Кинг                    |                                  |
| 1943 | Они встретились в темноте | They Met in the Dark         | Карел Ламач                    |                                  |
| 1943 | Окно за сто фунтов        | The Hundred Pound Window     | Брайан Десмонд Хёрст           |                                  |
| 1944 | Бегство от безумия        | Flight from Folly            | Херберт Мэйсон                 |                                  |
| 1944 | Без любви не обойтись     | One Exciting Night           | Уолтер Форде                   |                                  |
| 1944 | Свечи в Алжире            | Candlelight in Algeria       | Джордж Кинг                    |                                  |
| 1945 | Злая леди                 | The Wicked Lady              | Лесли Арлисс                   |                                  |
| 1947 | Мастер Бэнкдама           | The Master of Bankdam        | Уолтер Форде                   |                                  |

### Режиссёр
| Год  | Русское название                     | Оригинальное название фильма               | Примечания                           |
| ---- | ------------------------------------ | ------------------------------------------ | ------------------------------------ |
| 1948 | Песня завтрашнего дня                | A Song for Tomorrow                        |                                      |
| 1948 | Полковник Боги                       | Colonel Bogey                              |                                      |
| 1948 | К общественной опасности             | To the Public Danger                       | Короткометражный 43-х минутный фильм |
| 1949 | Портрет с натуры                     | Portrait from Life                         |                                      |
| 1949 | Выходи за меня                       | Marry Me                                   |                                      |
| 1950 | Изумлённое сердце                    | The Astonished Heart                       |                                      |
| 1950 | Так долго на ярмарке                 | So Long at the Fair                        |                                      |
| 1951 | Дом опасности                        | Home to Danger                             |                                      |
| 1952 | Игрок и леди                         | Gambler and the Lady                       |                                      |
| 1952 | Последняя страница                   | The Last Page                              |                                      |
| 1952 | Крылья опасности                     | Wings of Danger                            |                                      |
| 1952 | Украденное лицо                      | Stolen Face                                |                                      |
| 1952 | Далёкая труба                        | Distant Trumpet                            |                                      |
| 1953 | Четырехсторонний треугольник         | Four Sided Triangle                        | Фишер выступил в роли сценариста     |
| 1953 | Космические пути                     | Spaceways                                  |                                      |
| 1953 | Кровавый апельсин                    | Blood Orange                               |                                      |
| 1953 | Ловушка для человека                 | Mantrap                                    | Фишер выступил в роли сценариста     |
| 1953 | Компания трёх                        | Three’s Company                            |                                      |
| 1954 | Расплата                             | Face the Music                             |                                      |
| 1954 | Убийство по договорённости           | Murder by Proxy                            |                                      |
| 1954 | Маска из пыли                        | Mask of Dust                               |                                      |
| 1954 | Незнакомец вернулся домой            | The Stranger Came Home                     |                                      |
| 1954 | Окончательное назначение             | Final Appointment                          |                                      |
| 1955 | Дети в изобилии                      | Children Galore                            |                                      |
| 1955 | Недостаток                           | The Flaw                                   |                                      |
| 1955 | Украденное задание                   | Stolen Assignment                          |                                      |
| 1956 | Банда Гелигнитов                     | The Gelignite Gang                         |                                      |
| 1956 | Последний человек, которого повесят? | The Last Man to Hang?                      |                                      |
| 1957 | Проклятие Франкенштейна              | The Curse of Frankenstein                  |                                      |
| 1957 | Убей меня завтра                     | Kill Me Tomorrow                           |                                      |
| 1958 | Месть Франкенштейна                  | The Revenge of Frankenstein                |                                      |
| 1958 | Дракула                              | Dracula                                    |                                      |
| 1959 | Собака Баскервилей                   | The Hound of the Baskervilles              |                                      |
| 1959 | Человек, обманувший смерть           | The Man Who Could Cheat Death              |                                      |
| 1959 | Мумия                                | The Mummy                                  |                                      |
| 1959 | Душители из Бомбея                   | The Stranglers of Bombay                   |                                      |
| 1960 | Невесты Дракулы                      | The Brides of Dracula                      |                                      |
| 1960 | Меч Шервудского леса                 | Sword of Sherwood Forest                   |                                      |
| 1960 | Два лица доктора Джекила             | The Two Faces of Dr. Jekyll                |                                      |
| 1961 | Проклятие оборотня                   | The Curse of the Werewolf                  |                                      |
| 1962 | Призрак оперы                        | The Phantom of the Opera                   |                                      |
| 1962 | Шерлок Холмс и смертоносное ожерелье | Sherlock Holmes und das Halsband des Todes |                                      |
| 1964 | Ужас всего этого                     | The Horror of It All                       |                                      |
| 1964 | Земля умирает крича                  | The Earth Dies Screaming                   |                                      |
| 1964 | Горгона                              | The Gorgon                                 |                                      |
| 1965 | Дракула: Князь тьмы                  | Dracula: Prince of Darkness                |                                      |
| 1966 | Остров террора                       | Island of Terror                           |                                      |
| 1967 | Франкенштейн создал женщину          | Frankenstein Created Woman                 |                                      |
| 1967 | Остров обречённых гореть             | Night of the Big Heat                      |                                      |
| 1967 | Выход Дьявола                        | The Devil Rides Out                        |                                      |
| 1969 | Франкенштейн должен быть уничтожен   | Frankenstein Must Be Destroyed             |                                      |
| 1973 | Франкенштейн и монстр из ада         | Frankenstein and the Monster from Hell     |                                      |

### Режиссура в сериалах
| Год       | Русское название                 | Оригинальное название            | Эпизоды |
| --------- | -------------------------------- | -------------------------------- | --- |
| 1953-1955 | Дуглас Фэрбенкс мл. представляет | Douglas Fairbanks, Jr., Presents | Take a Number (1953) The Surgeon (1953) The Silent Man (1954) King High (1954) The 90th Day (1955) |
| 1955      | Полковник Марч из Скотленд-Ярда  | Colonel March of Scotland Yard   | The Invisible Knife (1955) |
| 1956      | ITV Телетеатр                    | ITV Television Playhouse         | Stolen Face (1956) |
| 1956      | Назначение иностранного легиона  | Assignment Foreign Legion        | The Debt (1956) A Matter of Honour (1956) |
| 1956-1957 | Приключения Робина Гуда          | The Adventures of Robin Hood     | The Path of True Love (1957) The Infidel (1957) The Blackbird (1957) The Dream (1957) Hubert (1957) The Hero (1956) Ransom (1956) The Thorkil Ghost (1956) The Traitor (1956) The Byzantine Treasure (1956) Trial by Battle (1956) |
| 1957      | Веселый Кавалер                  | The Gay Cavalier                 | Girl of Quality (1957) The Masked Lady (1957) Dragon’s Heart (1957) |
| 1957      | Меч свободы                      | Sword of Freedom                 | The Tower (1957) The Bell (1957) |
| 1958      | Мишень                           | Target                           | Temporary Escape (1958) |
| 1958-1959 | Набери 999                       | Dial 999                         | Heads or Tails (1959) Fashions in Crime (1959) Special Branch (1959) 50,000 Hands (1959) 77 Bus (1958) Commando Crook (1958) The Great Gold Robbery (1958) Illegal Entry (1958)                                                    |